# Carrasco Bonito
Carrasco Bonito is een gemeente in de Braziliaanse deelstaat Tocantins. De gemeente telt 3.428 inwoners (schatting 2009).